# Sochinsogonia picturata
Sochinsogonia picturata är en insektsart som först beskrevs av William Lucas Distant 1908.  Sochinsogonia picturata ingår i släktet Sochinsogonia och familjen dvärgstritar. Inga underarter finns listade i Catalogue of Life.